# نویفلدرکووگ
نویفلدرکووگ (به آلمانی: Neufelderkoog) یک پولدر و شهر در آلمان است که در دیمارشن واقع شده‌است. نویفلدرکووگ ۱۶۱ نفر جمعیت دارد.